# Augustus Busck
Augustus Busck (Randers, 18 februari 1870 - 7 maart 1944) was een Deens entomoloog.
Busck studeerde aan de Universiteit van Kopenhagen, waar hij promoveerde in 1893. Na een reis naar Chicago opende hij bloemenzaken in Charleston in Virginia en werd hij Amerikaans staatsburger. Vervolgens vond hij werk bij het Bureau voor Entomologie binnen het United States Department of Agriculture.
Hij is vooral bekend van zijn werk met microlepidoptera, waarvan hij meer dan 600 soorten voor het eerst wetenschappelijk beschreef. Zijn collecties van Lepidoptera uit Noord-Amerika en de Panamakanaalzone worden bewaard in het National Museum of Natural History in Washington, DC.

## Werken
Busck was auteur van meer dan 150 publicaties, waaronder:
- 1902 A list of the North American Lepidoptera and key to the literature of this order of insects. (Samen met: C. H. Fernald, PH. D., en Rev. George D. Hulst) online
- 1911 Descriptions of tineoid moths (Microlepidoptera) from South America Proceedings of The United States National Museum Volume 40 Issue: 1815:205--230 online
- Samen met Lord Walsingham, Deel IV (1909-1915) Biologia Centrali-Americana.

- Biblioteca Nacional de España: XX4692874
- Bibliothèque nationale de France: cb134745002 (data)
- Gemeinsame Normdatei: 128343680
- International Standard Name Identifier: 0000 0000 4894 7034
- Library of Congress Control Number: no2004081348
- Nationale Bibliotheek van Tsjechië: mzk20201080603
- Nederlandse Thesaurus van Auteursnamen: 129545139
- Réseau des bibliothèques de Suisse occidentale: 02-A023750585
- SNAC: w66n9b2p
- Virtual International Authority File: 37065634
- WorldCat: E39PBJhXck7QgQww9Q8Mf8VQv3